# Цветы любви
«Цветы любви» (англ. Keep the Aspidistra Flying, другое название — A Merry War) — фильм 1997 года по роману Джорджа Оруэлла «Да здравствует фикус!».

## Сюжет
Гордон был одним из самых многообещающих сотрудников рекламного агентства в Лондоне. Но однажды, прочитав хвалебную рецензию на книгу своих стихов, он решил стать свободным художником. Однако «богемная жизнь» поэта оказалась совсем не такой, какой представлял её себе Гордон. Этот новый образ существования — испытание в любви и верности его красивой и умной возлюбленной, Розмари. Она уговаривает Гордона остепениться и вернуться в оставленный им респектабельный и уютный мир.

## В ролях
- Ричард Грант ― Гордон
- Хелена Бонем Картер ― Розмари
- Джулиан Уодхэм ― Равелстон
- Джим Картер ― Эрскин
- Гарриет Уолтер ― Джулия
- Лесли Викердж ― Гермиона
- Барбара Ли-Хант ― миссис Висбек
- Лиз Смит — миссис Микин
- Дороти Аткинсон ― Дора

## Приём
На сайте Rotten Tomatoes фильм получил рейтинг одобрения 83%, основанный на отзывах 23 критиков .
Дерек Элли из журнала Variety назвал фильм потрясающей адаптацией и «очень забавным удовольствием для ушей». Элли похвалил кастинг, но критически отнесся к некинематичному направлению. Роджер Эберт из Chicago Sun-Times оценил его на 3 балла из 4 и написал: Для меня это работает не только как разумная адаптация романа Оруэлла, который мне нравится, но и как форма эскапизма, поскольку, если бы правда была известна, я был бы счастлив как продавец в лондонском магазине подержанных книг. На какое-то время. Лиза Шварцбаум из Entertainment Weekly поставила ему высшую оценку.